# Exocoetus volitans

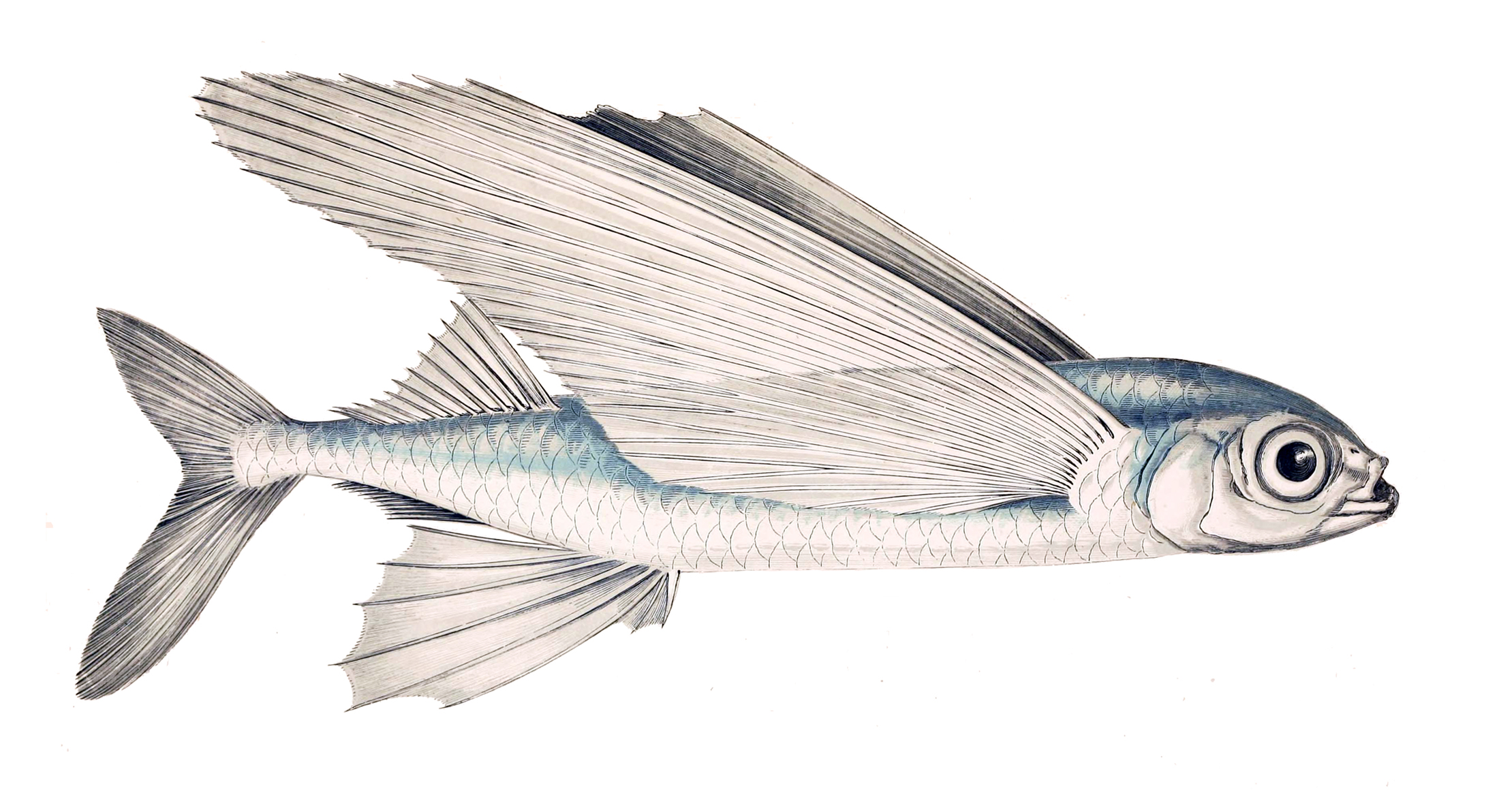
Dibujo con detalles.

El pez volador común o pez volador tropical (Exocoetus volitans), un pez marino de la familia exocoétidos, especie cosmopolita distribuida ampliamente por aguas tropicales y subtropicales de todos los océanos, mar Mediterráneo y mar Caribe.
Es pescado para su comercialización en los mercados, en los que alcanza un precio medio.

## Anatomía
Su longitud máxima normal es de unos 20 cm, aunque se han descrito tamaños máximos de hasta 30 cm. No tiene espinas en las aletas, con numerosos y largos radios blandos; el color del cuerpo es oscuro, azul iridiscente por encima y blanco plateado por debajo para camuflarse con el cielo cuando salta fuera del agua.

## Hábitat y biología
Es una especie pelágica oceanódroma que vive en la superficie del agua, tanto cerca de la costa como en alta mar, donde forma bancos y es capaz de saltar largos recorridos fuera del agua; se alimenta fundamentalmente de crustáceos y otros animales del plancton. Es depredado por peces espada, atunes y otros grandes carnívoros pelágicos.